# Юханссон, Свен (гребец)
Свен Бертиль Юханссон (10 июня 1912 года — 5 августа 1953 года) — бывший шведский спринт каноист. Принимал участие в соревнованиях по гребле на байдарках и каноэ в конце 1930-х годов. Участник Олимпийских игр 1936 в Берлине.

## Спортивные достижения
Свен Бертиль Юханссон завоевал золотую медаль в дисциплине К-2 раскладная на дистанции 10000 метров на летних Олимпийских играх 1936 в Берлине.
Свен Бертиль Юханссон также завоевал серебряную медаль в дисциплине К-2 раскладная на дистанции 10000 метров на чемпионате мира по гребле на байдарках каноэ в 1938 году в Ваксхольме.